# خیابان تیگران بزرگ
خیابان تیگران بزرگ (ارمنی: Տիգրան Մեծի պողոտա) یکی از خیابان‌های شهر ایروان می‌باشد که در ناحیه‌های کنترون و اربونی واقع شده‌ است.

## نگارخانه

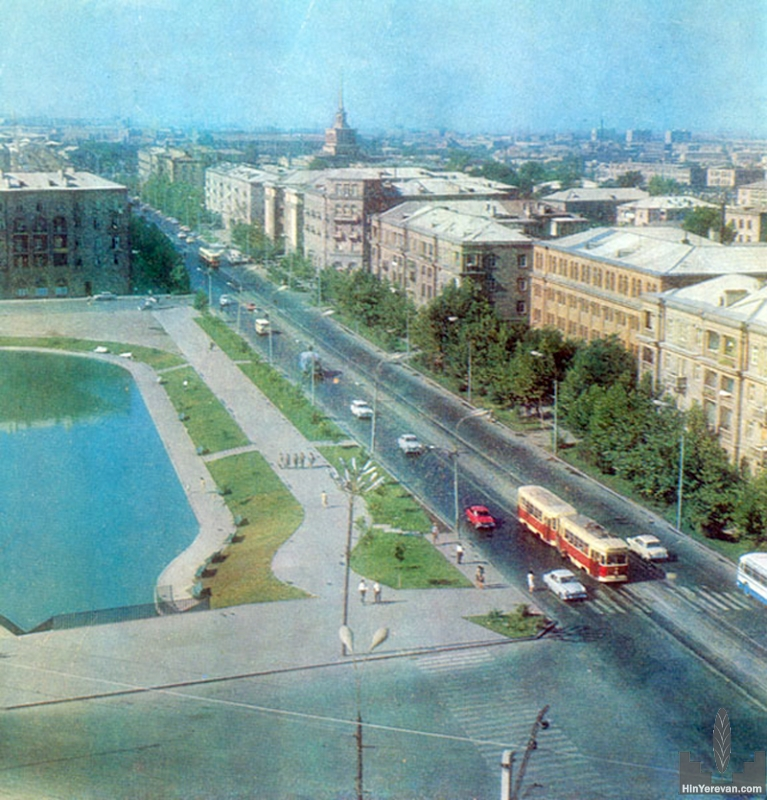
خیابان تیگران بزرگ، ۱۹۶۹
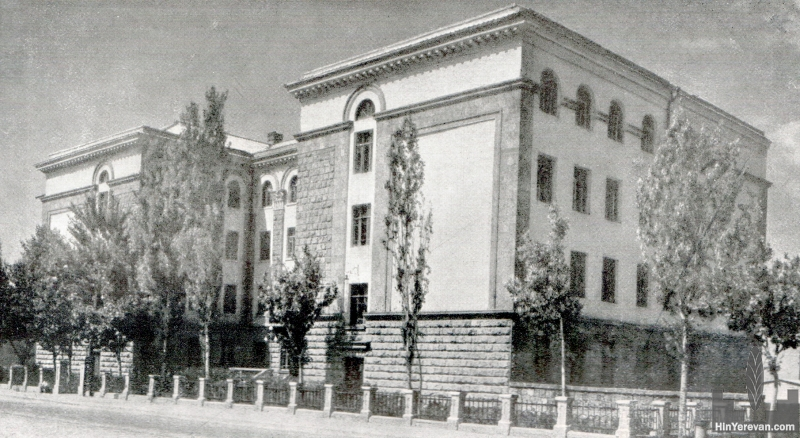
خیابان تیگران بزرگ، ۱۹۴۸
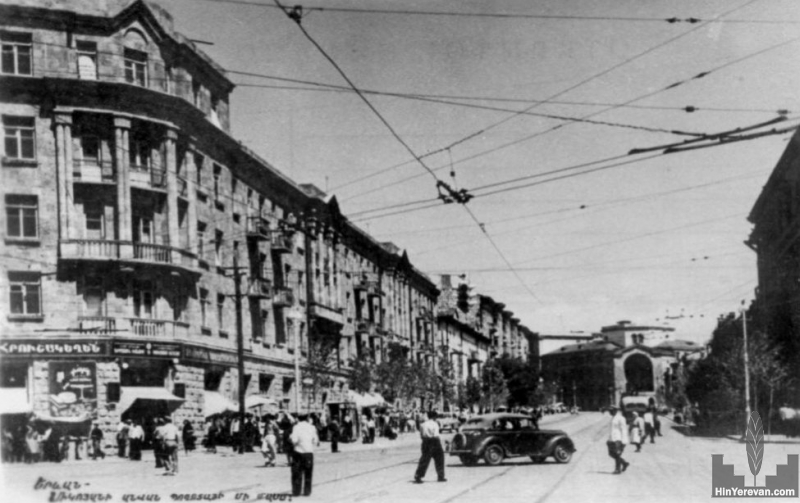
خیابان تیگران بزرگ، ۱۹۵۶
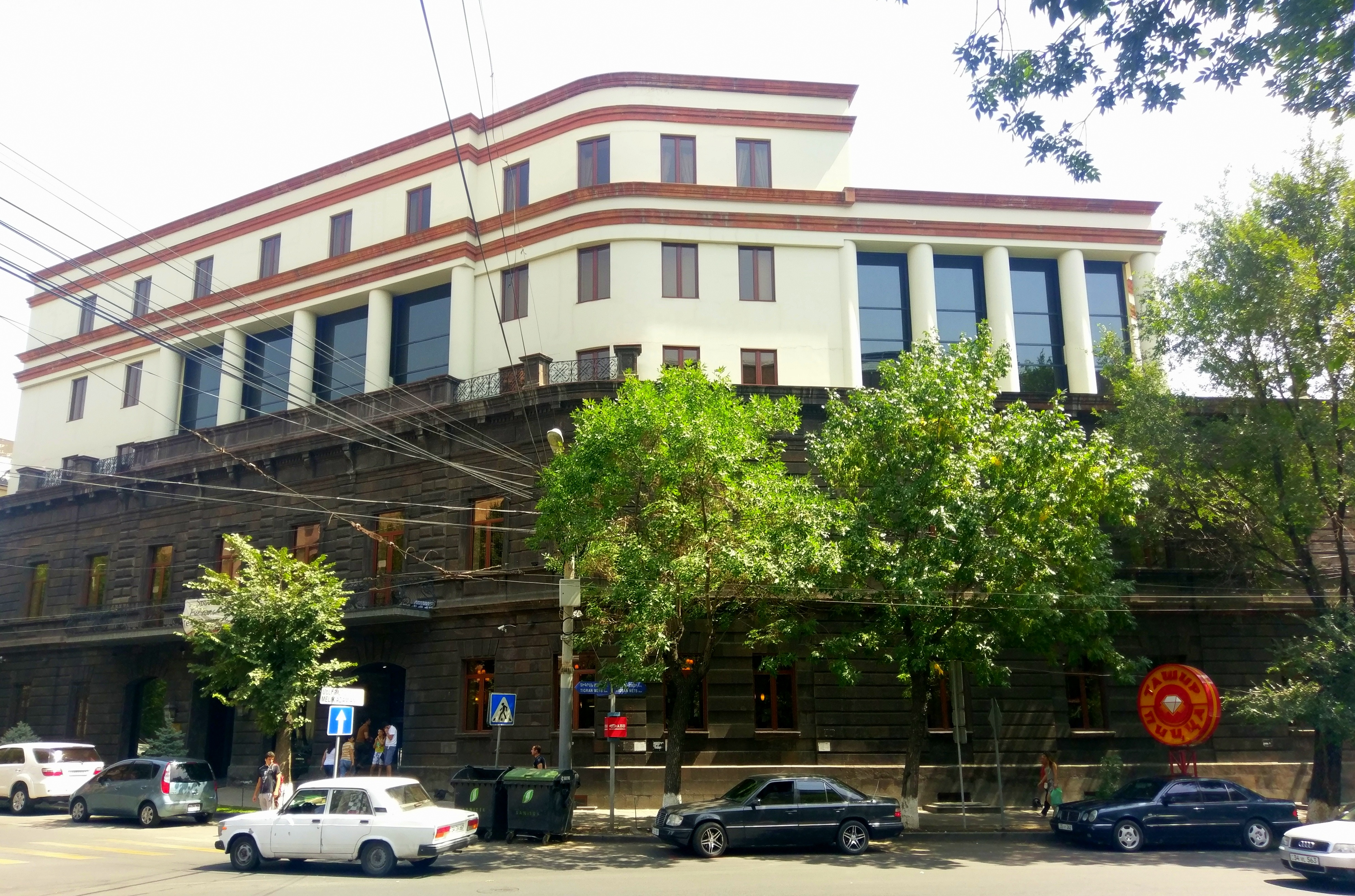
ساختمان دولت نخستین جمهوری ارمنستان
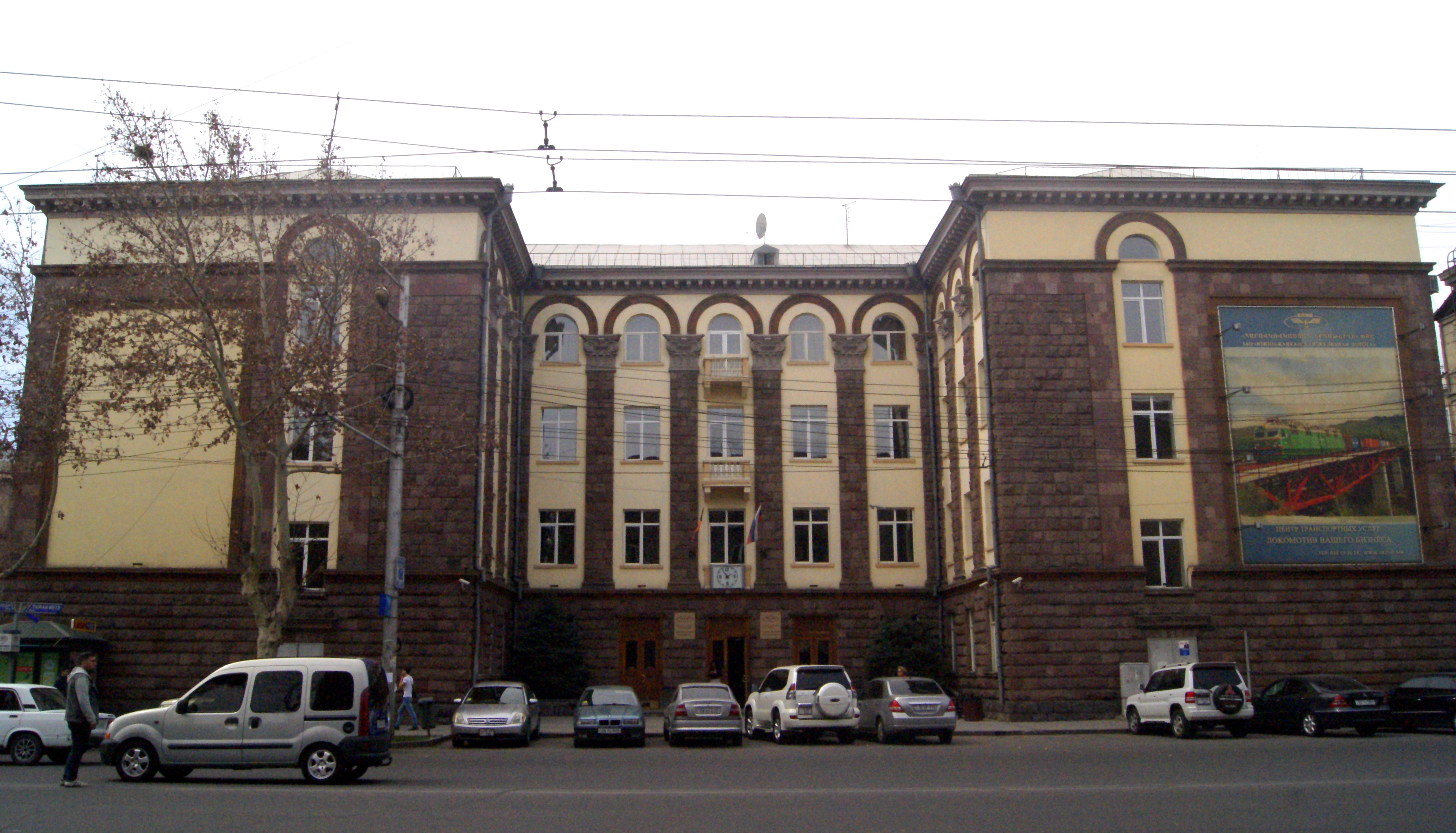
مقر راه‌آهن قفقاز جنوبی
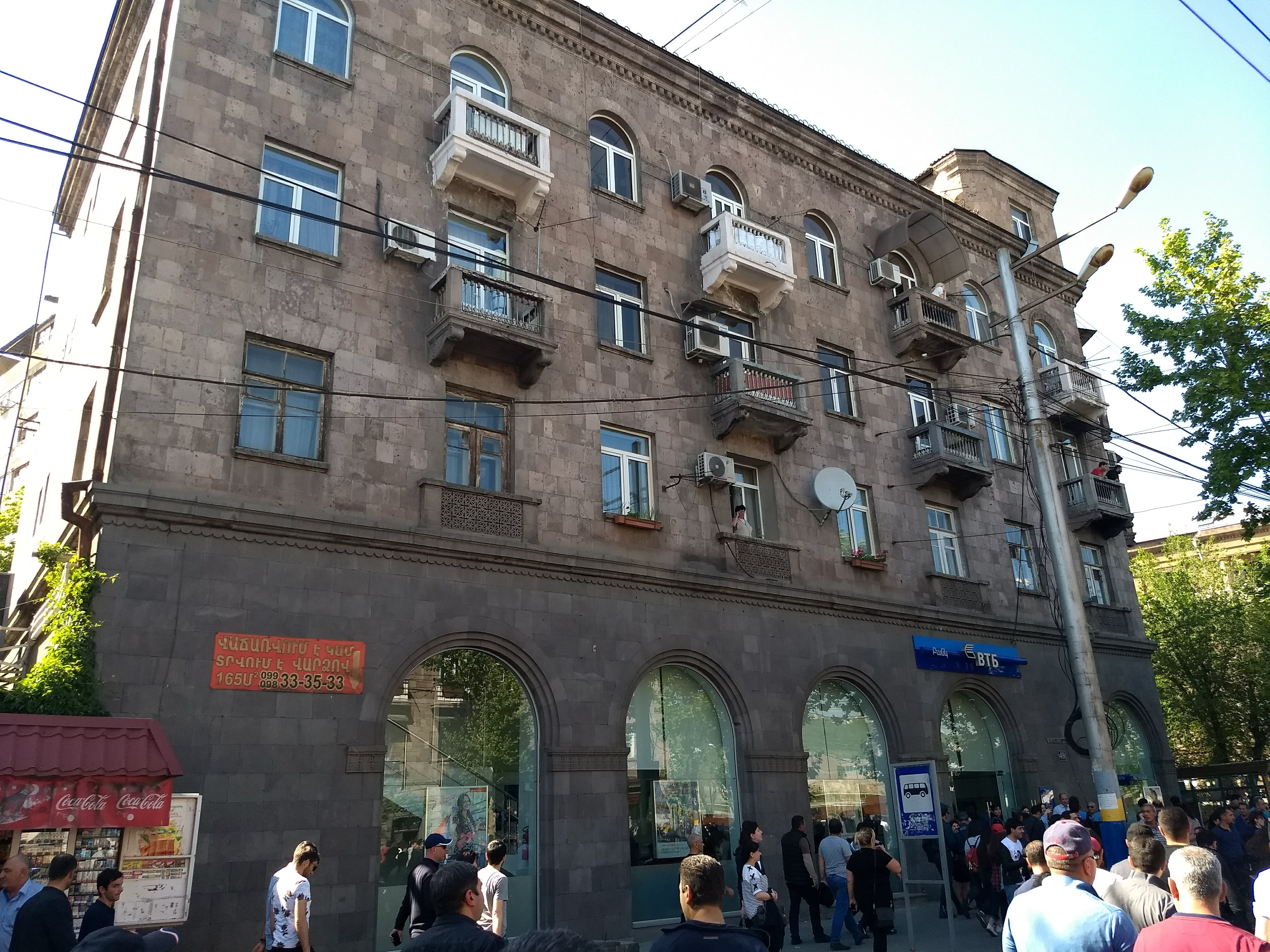